# VV Surhuisterveen
VV Surhuisterveen was een amateurvoetbalvereniging uit Surhuisterveen, gemeente Achtkarspelen, Friesland, Nederland.

## Algemeen
De club werd op 15 mei 1935 opgericht. De thuiswedstrijden worden op het sportterrein "It Ketting" gespeeld.
Vanaf het seizoen 2015/16 is de voltallige jeugdafdeling van de club samen met die van 't Fean '58 ondergebracht bij SJO Feanstars. De SJO Feanstars ging in het seizoen 2007/08 van start met de A-, B- en C-jeugdelftallen. De D-elftallen volgden in een later stadium.

## Standaardelftallen

### Zaterdag
Met ingang van het seizoen 2020/21 komt het standaardelftal uit in de zaterdagafdeling van het amateurvoetbal, daarmee is “vv Surhuisterveen” een van de vele verenigingen die de overstap van (standaard)zondagvoetbal naar zaterdagvoetbal hebben gemaakt. Het startte in de Vijfde klasse van het KNVB-district Noord, het laagste niveau in dit district.

#### Competitieresultaten
| 3 1B |

| ? 1B |

| 5 1B |

| 5 1B |

| 4 1B |

| 2 1B |

| 7 4A |

| 4 1B |

| 7 1B |

| 5 1B |

|  |

|  |

|  |

| - 5C |

| Vierde klasse | Vijfde klasse | Eerste klasse FVB |

### Zondag
Het standaardelftal speelde laatstelijk in het seizoen 2019/20 in de Derde klasse zondag van het KNVB-district Noord.
De succesvolste periode kende dit team van het seizoen 1963/64 tot en met het seizoen 1969/70 toen het zeven opeenvolgende jaren in de Tweede klasse van het Nederlands amateurvoetbal speelde (toenmalig ook het tweede amateurniveau). In 1967 werd in de finale van de Noordelijke districtsbeker te Zuidlaren met 1-5 van VV Emmen verloren.

#### Erelijst
kampioen Derde klasse: 1963
kampioen Vierde klasse: 1959, 1960, 1995, 2019
kampioen 5e klasse: 2015
kampioen FVB 1e klasse: 1950
kampioen FVB 2e klasse: 1987

#### Klasseverloop
| Bond | Niv. | Klasse      | Periode     | AS | Info                                                                           |
| ---- | ---- | ----------- | ----------- | -- | ------------------------------------------------------------------------------ |
| FVB  | 7    | 3e klasse   | 35/36-?     | 0? |                                                                                |
| FVB  | 6    | 2e klasse   | ?-?         | 0? |                                                                                |
| FVB  | 5    | 1e klasse   | ?-49/50     | 0? | 49/50: kampioen *1)                                                            |
| KNVB | 4    | 4e klasse   | 50/51-59/60 | 10 | 58/59: kampioen (4C) (geen promotie) *2) 59/60: kampioen (4C) (+ promotie) *3) |
| KNVB | 3    | 3e klasse   | 60/61-62/63 | 03 | 62/63: kampioen                                                                |
| KNVB | 2    | 2e klasse   | 63/64-69/70 | 07 | Als 1e zondagclub uit Achtkarspelen in de 2e klasse                            |
| KNVB | 3    | 3e klasse   | 70/71-72/73 | 03 |                                                                                |
| KNVB | 4    | 4e klasse   | 73/74       | 09 |                                                                                |
| KNVB | 5    | 4e klasse   | 74/75-81/82 | 09 | 74/75: invoering Hoofdklasse (zondagclubs)                                     |
| FVB  | 6    | 1e klasse   | 82/83-83/84 | 02 |                                                                                |
| FVB  | 7    | 2e klasse   | 84/85-86/87 | 03 | toenmalig laagste amateur niveau 86/87: kampioen                               |
| FVB  | 6    | 1e klasse   | 87/88       | 01 | 87/88: promotie via na-competitie                                              |
| KNVB | 5    | 4e klasse   | 88/89       | 01 |                                                                                |
| FVB  | 6    | Hoofdklasse | 89/90-92/93 | 04 | 92/93: promotie via na-competitie                                              |
| KNVB | 5    | 4e klasse   | 93/94-94/95 | 02 | 94/95: kampioen                                                                |
| KNVB | 4    | 3e klasse   | 95/96-99/00 | 05 | 96/97: Herstructurering KNVB *4) 99/00: degradatie via na-competitie           |
| KNVB | 5    | 4e klasse   | 00/01       | 01 |                                                                                |
| KNVB | 6    | 5e klasse   | 01/02-03/04 | 03 | 03/04: promotie via na-competitie                                              |
| KNVB | 5    | 4e klasse   | 04/05       | 01 | 04/05: promotie via na-competitie                                              |
| KNVB | 4    | 3e klasse   | 05/06       | 01 |                                                                                |
| KNVB | 5    | 4e klasse   | 06/07-08/09 | 03 |                                                                                |
| KNVB | 6    | 5e klasse   | 09/10       | 02 |                                                                                |
| KNVB | 7    | 5e klasse   | 10/11       | 02 | 10/11: invoering Topklasse 10/11: promotie via na-competitie                   |
| KNVB | 6    | 4e klasse   | 11/12-13/14 | 03 | 13/14: degradatie via na-competitie                                            |
| KNVB | 7    | 5e klasse   | 14/15       | 01 | kampioen 5C (laagste amateur niveau in district Noord)                         |
| KNVB | 6    | 4e klasse   | 15/16       | 04 |                                                                                |
| KNVB | 7    | 4e klasse   | 16/17-18/19 | 04 | 16/17: invoering Tweede divisie kampioen 4B                                    |
| KNVB | 6    | 3e klasse   | 19/20       | 01 |                                                                                |

*1) 1949/50: Streed met VV Kollum en VV Nicator-2 om het algemene kampioenschap van de FVB. Op pinkstermaandag 29 mei werd thuis met 1-2 verloren van Kollum. Op zondag 4 juni werd uit met 5-0 gewonnen van Nicator. Kollum won op zaterdag 10 juni met 6-1 van Nicator en werd algemeen kampioen.
*2) 1958/59: Streed in promotiecompetitie met de kampioenen RKVV MKV '29 (4A), VV De Kooi (4B), en VV Roden (4D) om twee plaatsen in de 3e klasse, De Kooi en RKVV MKV '29 (na een extra beslissingswedstrijd tegen Roden) promoveerden
*3) 1959/60: Streed in promotiecompetitie met de kampioenen Black Boys (4A), FC Oldemarkt (4B) en VV Roden (4D) om twee plaatsen in de 3e klasse, Surhuisterveen en Black Boys promoveerden
*4) Met de herstructurering van de KNVB werden de ‘regionale onderbonden’ (zoals onder andere de FVB) opgeheven en Nederland onderverdeeld in negen KNVB districten

#### Competitieresultaten 1950–2020
| 1 1? |

| 6 4A |

| 7 4D |

| 9 4D |

| 3 4E |

| 7 4E |

| 8 4C |

| 8 4C |

| 2 4C |

| 1 4C |

| 1 4C |

| 3 3B |

| 6 3B |

| 1 3B |

| 8 2A |

| 11 2A |

| 6 2A |

| 10 2A |

| 6 2A |

| 6 2A |

| 12 2A |

| 10 3B |

| 7 3B |

| 11 3B |

| 7 4C |

| 6 4C |

| 4 4C |

| 3 4C |

| 3 4C |

| 3 4C |

| 7 4C |

| 8 4C |

| 11 4C |

| 9 |

| 11 |

| 2 2A |

| ? 2A |

| 1 2A |

| 3 |

| 12 4C |

| 6 |

| 7 |

| 5 |

| 6 |

| 3 4C |

| 1 4C |

| 5 3B |

| 9 3A |

| 7 3B |

| 9 3C |

| 10 3B |

| 12 4B |

| 4 5C |

| 6 5C |

| 2 5C |

| 2 4B |

| 11 3B |

| 7 4B |

| 5 4C |

| 13 4B |

| 5 5C |

| 2 5D |

| 7 4B |

| 6 4A |

| 11 4A |

| 1 5C |

| 2 4B |

| 2 4B |

| 5 4B |

| 1 4B |

| -- 3A |

| Tweede klasse | Derde klasse | Vierde klasse | Vijfde klasse | Hoofdklasse FVB | Eerste klasse FVB | Tweede klasse FVB |

In elke staaf van de grafiek staat van boven naar beneden vermeld: 
- Eindnotering

Dit is de positie die de club heeft bereikt in de competitie, zonder eventuele beslissings-, play-off- of nacompetitiewedstrijden die nodig zijn geweest om bijvoorbeeld de kampioen van de competitie te bepalen.
Indien een * achter het getal staat is de notering een tussenstand en kan het zijn dat de notering niet overeenkomt met de uiteindelijke eindstand van de competitie.
Staat er een - dan is het seizoen nog bezig en is er geen definitieve uitslag bekend.
Staat er xx op de positie van de notering, dan heeft de club vroegtijdig de competitie verlaten. Dit kan onder andere komen door terugtrekking van het team, faillissement van de club of door een uitgedeelde straf van de KNVB. In veel gevallen staat elders in het artikel de reden vermeld.
Staat er een ? dan is het resultaat uit het verleden onbekend, en is alleen de competitie of het niveau bekend van dat seizoen.
In de seizoenen 2019/20 en 2020/21 werd wegens de coronacrisis het amateurvoetbal afgebroken. Daardoor kennen deze staven geen eindklassering (middels -- weergegeven).
- Competitieniveau en afdelingsletter of Officiële eindstand Eredivisie
  - Competitieniveau en afdelingsletter

Hierbij geeft het getal het niveau weer, dat ook terug te vinden is in de legenda. De letter is de afdelingsaanduiding en wordt gebruikt wanneer er meer afdelingen zijn op hetzelfde niveau. De afdelingsletter is altijd een hoofdletter en wordt meestal zonder nummer gebruikt.
Voorbeeld: 2F is niveau 2e klasse competitie F.
Het competitieniveau en nummer wordt niet vermeld wanneer er slechts één competitie van dit niveau was.
  - Officiële eindstand Eredivisie (getal staat tussen haakjes vermeld)

Sinds de introductie van play-offwedstrijden voor Europees voetbal na afloop van de reguliere competitie in 2005/06, is de KNVB verplicht een eindstand van de Eredivisie door te geven aan de UEFA aan de hand van deze play-offwedstrijden.
Bij deze eindstand staan clubs die zich hebben gekwalificeerd voor Europees voetbal hoger dan clubs die zich niet wisten te kwalificeren. Indien er geen verschil was tussen de eindnotering en de officiële eindstand, staat dit getal niet vermeld.

- Onderafdeling

Hier staat afgekort de naam van de onderafdeling indien de club in dat jaar in een onderafdeling uitkwam. Tevens staat deze afkorting in de legenda en wordt gelinkt naar het artikel over deze onderafdeling. Deze afkorting wordt alleen vermeld wanneer de club in het verleden in verschillende onderafdelingen heeft gespeeld. Deze vermelding is in de staaf altijd in kleine letters. Deze onderafdelingen zijn na het seizoen 1995/96 afgeschaft. Heeft de club in slechts één onderafdeling gespeeld, dan is dit alleen terug te vinden in de legenda.
Onder de staaf staat het jaartal vermeld waarin het seizoen is afgesloten. 15 verwijst naar het seizoen 2014/15 of eventueel het seizoen 1914/15.
Wanneer een staaf leeg is, zijn deze gegevens niet bekend. Het kan ook zijn dat de club dat seizoen niet heeft meegespeeld op het hogere amateurniveau, vroegtijdig de competitie heeft verlaten of uit de competitie is gezet.

In het seizoen 1944/45 was er wegens de Tweede Wereldoorlog geen regulier competitievoetbal.
ASC '75 · VV Buitenpost · VV Drogeham · GSVV · VV Harkema-Opeinde · Harkemase Boys · SC Kootstertille · FC Surhústerfean · SC Twijzel · VVT

Voormalige clubs: VV Surhuisterveen · 't Fean '58